# Jabłonka (dopływ Gaci)
Jabłonka – rzeka, prawostronny dopływ Gaci o długości 30,92 km. 
Rzeka płynie w województwie podlaskim, przepływa przez Zambrów i Wolę Zambrowską. Jest rzeką nizinną, tworzy liczne meandry. Na terenie Woli Zambrowskiej do Jabłonki wpada Zambrzyca, a drugi ciek Prątnik uchodzi do rzeki tuż za szosą Zambrów – Warszawa. 
Jabłonka dawniej była wykorzystywana do celów rekreacyjnych (miejsce kąpieli letnich). Jednak z biegiem lat wraz z systematycznym rozwojem miasta i przemysłu, jakość wody się obniżyła. W latach 80. XX wieku, na terenie Zambrowa i poniżej Jabłonka stanowiła praktycznie kanał ściekowy. Zanieczyszczenie rzeki w znacznym stopniu wpływało na pogorszenie jakości wód rzek Gać i Narew, które są jej odbiornikami. W 1994 roku sytuacja radykalnie zmieniła się, gdy w Zambrowie została oddana do użytku nowoczesna oczyszczalnia komunalna o przepustowości 6500 m³ na dobę, a także zmodernizowano źle pracującą oczyszczalnię Okręgowej Spółdzielni Mleczarskiej, która osiągnęła przepustowość 800 m³ na dobę.
Na terenie Zambrowa na Jabłonce utworzony jest zalew, który powstał w wyniku spiętrzenia rzeki. Znajduje się on na odcinku rzeki tuż za mostem na ulicy 71 Pułku Piechoty, a przed mostem na ulicy Tadeusza Kościuszki.